# Замок Лаудеґґ (Тіроль)
Замок Лаудеґґ розміщений біля громади Ладіс округу Ландек землі Тіроль.

## Історія
Замок стоїть біля підніжжя гірського пасма Самнаун (нім. Samnaungruppe) Ретійських Альп на вершині скелі. На протилежній стороні долини у зоні зорової видимості на скелі височить замок Бернек.
Житлова вежа типу донжон була вперше згадана 1239 року. В час Аппенцелльских війн Оберіннталь приєднався 1406 до повсталих селян Італа Редінга. Ладіс був спалений, замок зруйнований. У наступні роки з наказу Максиміліана I його дещо відновили і розширили на незначні видані кошти. Представник герцога з 1551 перебрався до замку Зігмундсрід (нім. Sigmundsried) у Рід-ім-Оберіннталь, а у замку Лаудеґґ зберігав зброю. До XVII ст. тут розміщувався Вищий суд округу Ландек (нім. Gericht Laudeck), що переїхав до Рід-ім-Оберіннталь. Замок стояв закинутим і почав занепадати.
З 1964 розпочали часткову реставрацію замку, який перебуває у приватній власності і є відкритим для відвідування раз на тиждень у липні і серпні.

## Посилання

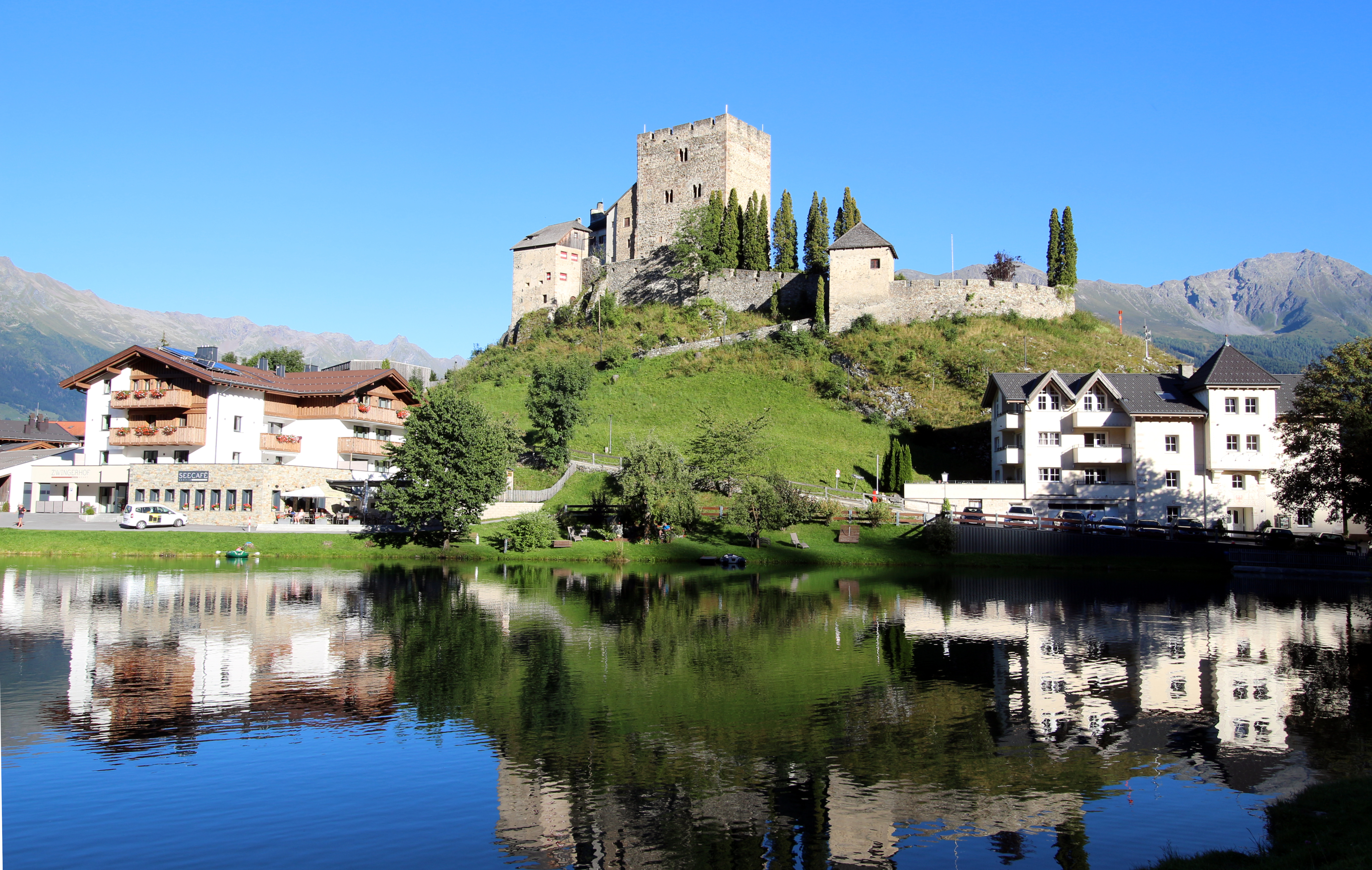
Замок Лаудеґґ